# The Cursed – Der Fluch der Bestie
The Cursed – Der Fluch der Bestie (Originaltitel: The Cursed, früher auch Eight for Silver) ist ein britischer Horrorfilm von Sean Ellis, der Ende Januar 2021 beim Sundance Film Festival seine Premiere feierte.

## Handlung
Während der Schlacht an der Somme (1916) wird ein verwundeter französischer Hauptmann mit drei Schusswunden im Bauch in ein Sanitätszelt gebracht. Während der Operation entdeckt und entfernt ein Armeechirurg eine weitere vierte Kugel aus Silber, die nicht deutschen Ursprungs ist.
Um 1881 (35 Jahre vor der Schlacht) führt der brutale Landbesitzer Seamus Laurent im ländlichen Frankreich ein Massaker an einem Roma-Clan an, der sich auf seinem Land niedergelassen und einen umstrittenen Anspruch darauf erhoben hat. Da der ältere Roma-Anführer die drohende Gefahr voraussah, ließ er zu ihrem Schutz ein silbernes Gebiss in Form von Wolfszähnen gießen. Nach dem Massaker werden der Clan-Anführer und ein männlicher Roma gefangen genommen. Letzterer wird zerstückelt und als Vogelscheuche aufgestellt, um anderen Roma als Warnung zu dienen, während die Roma-Anführerin mit den silbernen Zähnen in der Hand lebendig begraben wird.
Bald darauf werden die Stadtbewohner, darunter auch Seamus‘ Kinder Edward und Charlotte, von Albträumen über die Vogelscheuche und die silbernen Reißzähne geplagt. Eines Tages verrät der Bauernjunge Timmy den anderen Kindern beim Spielen, dass er den Standort der Vogelscheuche kennt. Als er bei der Vogelscheuche ankommt und die anderen zur Geheimhaltung verpflichtet hat, überkommt Timmy der Drang, die silbernen Reißzähne auszugraben. Edward versucht, ihn davon abzuhalten, aber Timmy wird besessen und steckt sich die Reißzähne in den Mund. Anschließend beißt er Edward in die Kehle, während die anderen Kinder entsetzt fliehen. Seamus rettet den verwundeten Edward schnell, während Timmy nirgends zu finden ist. Ein Arzt kommt zu dem Schluss, dass Edward von einem wilden Tier angegriffen wurde, während Edward krank wird. Nachdem Charlotte in der Nacht von Edwards Schreien geweckt wird und feststellt, dass er in holzartigen Ranken gefangen ist, die aus seinem Körper wachsen, verschwindet Edward in der Nacht.
Charlotte geht zum Beten in die örtliche Kirche und begegnet Timmy, der behauptet, er könne sich nicht erinnern, was passiert sei, nachdem er die Reißzähne angelegt hatte. Als Charlotte Timmy fragt, was er mit den silbernen Reißzähnen gemacht habe, verrät er, dass er sie in der Kirche versteckt habe. Als Charlottes Dienstmädchen Anais sie entdeckt, flieht Timmy. Als Timmy in den Wald rennt, wird er von einem unsichtbaren Tier in eine verlassene Hütte verfolgt, wo er bald darauf abgeschlachtet wird. Der verwitwete Pathologe John McBride besucht die Stadt, um Informationen über die reisenden Roma zu erhalten. Er begleitet Polizeileutnant Alfred Molière, der von Seamus gerufen wurde, um Edward zu finden. Bei dem Treffen mit Seamus finden die beiden Timmys zerfleischte Leiche. Molière, der glaubt, dass Edwards Verschwinden wahrscheinlich bedeutet, dass er getötet wurde, geht, aber John bietet an, zu bleiben, um Seamus zu helfen. In dieser Nacht wird Seamus‘ Anwesen von einem seltsamen wolfsähnlichen Tier besucht, das erfolglos versucht, sich Zutritt zu verschaffen.
Am nächsten Tag werden drei Stadtbewohner von dem Biest angegriffen. Zwei werden getötet, aber die dritte, Anne-Marie, wird schwer verstümmelt und schafft es, in die Stadt zurückzukehren. Als John hört, dass Anne-Marie ihren Angriff überlebt hat, aber gebissen wurde, macht er sich schnell auf den Weg in die Stadt, kommt aber zu spät, um die bereits sich verwandelnde Anne-Marie an der Flucht zu hindern. John lockt das Anne-Marie-Biest an, schafft es, die Kreatur einzufangen und zu töten, bringt die Leiche zu Seamus und führt eine Autopsie durch. Als er die Kreatur aufschneidet, kommt Anne-Marie zum Vorschein, die in mörderischer Wut schreit. John besteht darauf, dass sie nicht gerettet werden kann, und befiehlt einem Dorfbewohner, sie zu erschießen. John erklärt, dass die Infektion dazu führt, dass ein Opfer zu einer der Kreaturen wird, wobei Seamus erkennt, dass Edward das gleiche Schicksal erlitten hat. John enthüllt Seamus‘ Frau Isabelle, dass seine Frau und seine Tochter von einem ähnlichen Biest getötet wurden – er untersuchte die Roma, als sie erklärten, der „Fluch“ auf dem Land sei erfüllt worden.  Isabelle enthüllt auch, dass Seamus der Drahtzieher des Massakers an den Roma war und somit zusammen mit seinen Verwandten das Ziel des Fluchs ist.
Charlotte informiert John über den Standort der Silberzähne, die er zu vier Silberkugeln einschmilzt. Das erste Biest greift Seamus‘ Dienstmädchen Anais an und beißt sie, zieht sich jedoch zurück, als Seamus von einer gescheiterten Jagdgesellschaft zurückkehrt. Anais verbindet und versteckt ihre Wunden. John bemerkt Beweise für Anais‘ Angriff, gerät jedoch mit Seamus über seine Handlungen in Streit, bevor er das Dienstmädchen verfolgen kann. Seamus untersucht ein Geräusch aus Anais‘ Zimmer und wird von einer verwandelten Anais überfallen, die seinen Kerzenständer umstößt und das Herrenhaus in Brand setzt. Seamus kann die Kreatur von Anais erfolgreich töten, wird jedoch nicht zuvor gebissen. Da Seamus weiß, dass er dazu verdammt ist, sich zu verwandeln und seine Familie anzugreifen, opfert er sich vor John. John holt Charlotte und Isabelle zurück und führt sie zur Kirche, wo die anderen Stadtbewohner Schutz vor den Angriffen gesucht haben.
In der Nacht, nachdem alle eingeschlafen sind, geht Isabelle beten und hört Edwards Stimme, die sie vor den verbarrikadierten Kirchentüren ruft. Eine von Trauer erfüllte Isabelle hebt die Barrikade und lässt das wütende Biest in die Kirche, wo es die Stadtbewohner massakriert. John versucht, das Biest mit einer Silberkugel zu erschießen, aber Isabelle stellt sich absichtlich zwischen sein Ziel und das Biest und ruft nach dem verwandelten Edward. Als das wütende Biest sie zerfleischt, hat John keine andere Wahl, als durch Isabelle hindurch in das Biest zu schießen. Beide fallen zu Boden, und während Isabelle stirbt, nimmt Edward wieder seine menschliche Gestalt an. Isabelle stirbt, während sie ihren weinenden, wiederbelebten menschlichen Sohn umarmt.
Nachdem beide Eltern tot und ihr Herrenhaus zerstört sind, kümmert sich John um Edward und Charlotte, die John die drei verbleibenden Silberkugeln aus dem Angriff in der Kirche zurückgibt. Es stellt sich heraus, dass der tödlich verwundete französische Kapitän der erwachsene Edward ist, in dem die Silberkugel steckt, seit er als Kreatur/Kind in der Kirche angeschossen wurde.  Nachdem die Silberkugel entfernt wurde, stirbt Edward auf dem Operationstisch. Einige Zeit später besucht die erwachsene Charlotte den bettlägerigen John und gibt ihm die vierte Silberkugel zurück.

## Produktion und Veröffentlichung

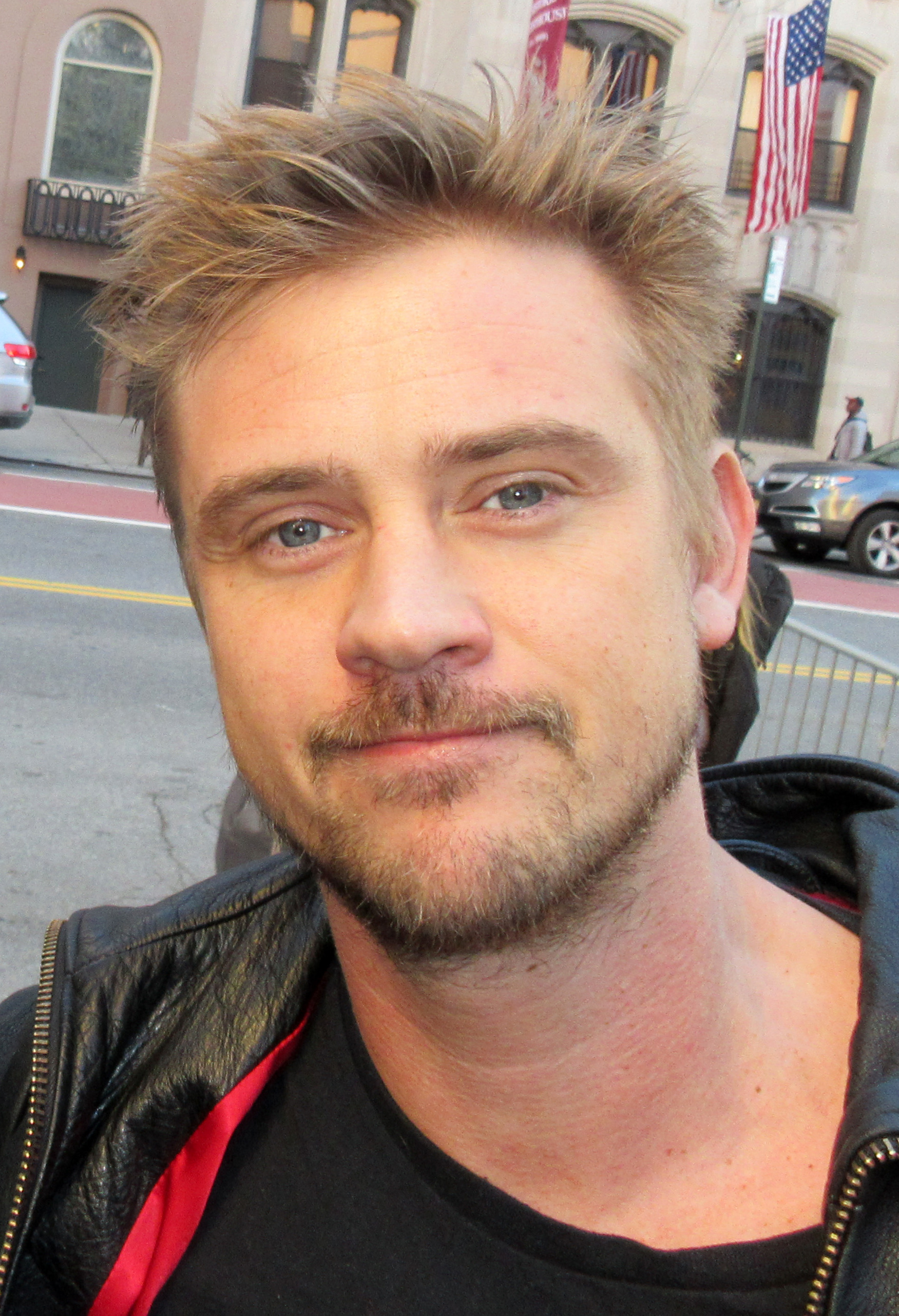
Boyd Holbrook spielt John McBride

Regie führte Sean Ellis, der auch das Drehbuch schrieb. Es handelt sich nach Metro Manila, dem britischen Beitrag als bester fremdsprachiger Film für die Oscarverleihung 2014, und dem Kriegsfilm Anthropoid um seinen fünften Spielfilm.
Alistair Petrie ist in der Rolle des Landadeligen Seamus Laurent zu sehen. Max Mackintosh spielt dessen Sohn Edward. Boyd Holbrook übernahm die Rolle von John McBride. Weitere Rollen wurden mit Kelly Reilly, Roxane Duran und Áine Rose Daly besetzt.
Die Premiere fand am 30. Januar 2021 unter dem Titel Eight for Silver beim Sundance Film Festival statt. Für den US-Kinostart am 18. Februar 2022 wurde der Film in The Cursed umbenannt. In Deutschland wurde er erstmals am 11. März 2024 bei Sky Cinema ausgestrahlt.

## Synchronisation
Die deutsche Synchronfassung zum Film entstand bei der Deluxe Media GmbH in Hamburg, unter der Dialogregie von Daniela Reidies. Das Dialogbuch unterlag der Verantwortung von Felix Strüven.
| Rolle            | Deutscher Sprecher |
| ---------------- | ------------------ |
| Seamus Laurent   | Achim Buch         |
| Edward Laurent   | Philipp Draeger    |
| Isabelle Laurent | Susanne Sternberg  |
| John McBride     | Marek Erhardt      |
| Anne-Marie       | Sina Zadra         |
| Mr. Griffin      | Ivo Möller         |
| Anais            | Daniela Reidies    |
| Charlotte        | Florentine Draeger |
| Saul             | Kai Henrik Möller  |
| Joseph           | –                  |
| Alfred Moliere   | Christos Topulos   |
| Mrs. Adam        | –                  |
| John Adam        | –                  |
| Sir John         | Rasmus Borowski    |
| Dr. Bernard      | –                  |

## Rezeption

### Kritiken
Von den bei Rotten Tomatoes aufgeführten Kritiken sind 71 Prozent positiv.

### Auszeichnungen
Sitges Film Festival 2021
- Nominierung als Bester Film im Official Fantàstic Competition[5]